# Фрейлиния ланцетная
Фрейли́ния ланце́тная (лат. Freylinia lanceolata) — вид цветковых растений рода Фрейлиния (Freylinia) семейства Норичниковые (Scrophulariaceae), родом из Южной Африки. Произрастает во влажных местах, на берегах рек и болотистых районах от Западно-Капской до Восточно-Капской провинции.

## Синонимика
- Andrewsia salicifolia F.Mayer
- Bourreria cestroides (Colla) Spreng.
- Buddleja glaberrima Loisel.
- Capraria lanceolata L.f.basionym
- Capraria lanceolata Steud.
- Capraria salicifolia Salisb.
- Capraria salicifolia Link & Otto
- Cestrum aurantiacum C.A.Mey. ex Steud.
- Freylinia cestroides Colla
- Freylinia oppositifolia Colla
- Freylinia oppositifolia Spin
- Freylinia oppositifolia var. latifolia Hiern
- Freylinia oppositifolia var. pubescens Hiern[1]